# すわじゅんこ
すわ じゅんこ（1984年12月17日 - ）は、日本のシンガーソングライター・歌手。栃木県大田原市出身。
音楽を通じたミャンマーとの交流活動が認められ、大田原市国際親善大使を務めている。
京都市の世界遺産“醍醐寺”にて未来の子供たちの夢を応援する「てらこやプロジェクト」で音楽プロデュースを務めた。
2019年にはミャンマーでCDデビューを果たす。

## 来歴
- 2006年
  - 代々木公園にて路上ライブを開始[2]。
- 2007年
  - 中国の天津電視台『Mstar☆』に日本代表として出演。中国全国放送、衛星チャイナ、韓国にて放送される。
- 2011年
  - 9月 - ファーストミニアルバム『光束〜kousoku〜』をリリース。
- 2012年
  - 6月30日 - 京セラドーム大阪にて開催された日本プロ野球オリックス・バファローズ公式戦にて国歌独唱を行う
- 2013年
  - 俳優・タレントの阿藤快らとの舞台『たいこ茶屋殺人事件』にシンガーソングライターとして出演。
- 2014年
  - 3月13日 - ファーストシングル『Smile Again』をリリース。
  - 7月1日 - 京セラドーム大阪にて開催された日本プロ野球オリックス・バファローズ公式戦にて、2度目の国歌独唱を行う。
- 2015年
  - 4月14日-15日 - ミャンマー水かけ祭り（ティンジャン又はダジャン）にて歌唱。
  - 11月14日 - 京都市の醍醐寺金堂にて特別イベント奉納コンサートに出演。
  - 11月19日 - 「Junko Suwa台湾コンサート」を台湾台北市の文水芸文中心（Wenshui Arts and Cultural Center）にて行う。
  - 11月28日-29日 - 増上寺にて開催された、「ミャンマー祭り2015」に出演。ミャンマー歌手のMay Sweetとコラボレーション。
- 2016年
  - 4月2日-3日 - 東京都千代田区の日比谷公園で開催された「ミャンマー水祭り（東京ダジャン祭り）25周年記念」に出演。
  - 4月5日-5月2日 - 「日本とミャンマーをつなぐ芸能修行の道」と題し、現地の伝統文化を学ぶため、単身ミャンマーへ渡航。
  - 4月13日-16日 - ミャンマーの新年を祝う「水かけ祭り」にて、ヤンゴン、マンダレー、首都ネピドーの各開催地でライブを行う。
  - 5月14日-15日 - ミャンマー民放テレビ番組『ミャワディ ドキュメンタリー』出演。
  - 5月26日・29日 - ミャンマーFMラジオ番組『CITY FM』出演。
  - 7月14日 - TBSラジオ『たまむすび』（パーソナリティー：赤江珠緒×ピエール瀧）“おもしろい大人”のコーナーにゲスト出演。
  - 8月1日 - 栃木県大田原市の国際親善大使に就任（任期は2019年7月31日まで）。
  - 11月26日 - 増上寺にて開催された「ミャンマー祭り2016」に出演。
  - 12月17日 - セカンドミニアルバム『Connecting the hearts』をリリース。
- 2017年
  - 1月1日 - ミャンマー（ヤンゴン）にて教育・医療支援のためのチャリティイベント「Happy New Year 日本-ミャンマーチャリティーバザー＆友好コンサート」に出演。
  - 4月2日 - 東京都千代田区の日比谷公園で開催された「ミャンマー水祭り（東京ダジャン祭り）26周年記念」に出演。
  - 4月13日-15日 - ミャンマーの新年を祝う「水かけ祭り」にて、ヤンゴン、タウングーの各開催地でライブを行う。
  - 4月17日 - シンガポールGYOZABARにて音楽＆トークショーを行う。
  - 7月29日 - ミャンマー ヤンゴンのスカイスターホテルにて、すわじゅんこワンマンライブ 「Suwa Junko Close To You Live in Myanmar at Sky Star」を開催。
  - 12月17日 - BLUE MOOD-ブルームードにて、すわじゅんこバースデーワンマンライブ「SUWA JUNKO 33 BD LIVE～10年の軌跡～」を開催。
- 2018年
  - 1月14日 - ミャンマー ネピドーにて、第2回 桜祭りミャンマー2018年に出演。
  - 1月15日 - ミャンマー ネピドーのレストラン「勝」ネピドー店にて、すわじゅんこワンマンコンサート「Suwa Junko Hello! Hello! WORLD 2018 in Myanmar Naypyidaw」を開催。
  - 2月25日 - ミャンマー ヤンゴンのBar&Restaurant「SkyLine」にて「Suwa Junko Hello! Hello! WORLD 2018 in Myanmar Yangon」を開催。
  - 4月1日 - 東京 日比谷公園で開催された「27th TOKYOダジャン祭り」に出演。
  - 4月16日 - ミャンマーホテル・観光省大臣ウオン・マウンからの招待で、ヤンゴン最大のYCDC（Yangon City Development Committee）セントラルステージで開催された、ミャンマーの新年を祝う「水かけ祭り」（HAPPY MYANMAR THINGYAN WATER FESTIVAL 2018）に出演。
  - 5月25日 - 栃木県大田原市「Cloverボヌール」にて、すわじゅんこワンマンコンサート「Suwa Junko Hello! Hello! WORLD 2018 in 大田原」を開催。
  - 6月30日 - 増上寺にて開催された、「ミャンマー祭り2018」に出演。
- 2019年
  - 1月12日-ミャンマー最大級ミュージックアワード「City FM Anniversary 17th」出演。
  - 1月12日-ミャンマーにて、CD＆DVD「ありがとう-arigato-」でCDデビュー。
  - 2月19日-CD＆DVD「ありがとう-arigato-」を日本でも販売開始。
  - 3月1日-ミャンマーでダウンロード数No.1のグルメアプリ「yathar」のイメージモデルに就任。同社のCMにも主演。
  - 4月13日-16日-「ミャンマー水かけ祭り」ヤンゴン、マンダレーメインステージに出演。
  - 5月25日-増上寺にて開催された、「ミャンマー祭り2019」に出演。
  - 6月30日-テレビ東京 『THEカラオケバトル』最強女子ボーカリストカップに出演
  - 活動の拠点をミャンマーに移す
- 2020年
  - 3月14日-野外フェス ミャンマーソニック(ミャンマー ヤンゴンで開催)に出演予定だったが新型コロナウィルスの影響で開催中止となる。
  - 5月3日-ヤンゴン日本人会「すわじゅんこ」 Zoomライブを行う。
  - 6月18日-寺子屋チャリティーライブ 〜寺子屋緊急支援〜出演。ミャンマー地上波Channel Kで放送される。
  - 10月28日-「日本とミャンマーをつなぐにっぽん文化 スペシャル配信ライブ」名古屋能楽堂より生配信。
  - 12月24日-オフィシャルサイトで2838gの第1子（長女）の出産を報告。

- 2021年
  - 1月16日-日本テレビ マツコ会議「東南アジアでスターとなった日本人」に出演
  - 1月20日-読売テレビ 朝生ワイドす・またん!＆ZIP!に出演
  - 7月13日-NHK宇都宮放送局 とちぎ630でミャンマーへの取組みが紹介される
  - 9月7日-NHKニュース おはよう日本でミャンマーへの取組みが紹介される
  - 10月6日-NHK WORLDでミャンマーへの取組みが紹介される
  - 10月16日-BBC(英国放送協会)にインタビュー出演[3]
- 2022年
  - 3月26日-栃木県大田原市 雲巌寺にて「能と楽の夕べ」に出演
  - 5月22日-愛知県名古屋市 ミャンマーチャリティーイベント「Nway Oo Festival(ヌエウー プエドー)」に出演 ステージの模様が中京テレビ放映される
  - 6月5日-浅草 東本願寺 ミャンマーチャリティーイベント 法燈夜に出演
- 2023年
  - 7月8日-インターネットテレビ「デモクラTV」出演
  - 9月10日-ありがとうの会 チャリティー講演会 出演

- 2024年
  - 4月7日-愛知県名古屋市 第2回ミャンマーチャリティーイベント「Nway Oo Festival(ヌエウー プエドー)」に出演

## ディスコグラフィ

### CD
1. 1stミニアルバム『光束 -kousoku-』（2011年9月22日発売）
2. 1st シングル『Smile Again』（2014年3月13日発売）
3. 2ndミニアルバム『Connecting the hearts』（2016年12月17日発売）
4. ミャンマーデビューCD&DVD『ありがとう-arigato-』（2019年1月12日発売）

### DVD
1. 何度でも夢見よう2014－ゴールデンウィークすわじゅんこワンマン　Special－（2014年6月10日発売）ライブDVD